# Polski Holding Nieruchomości
Polski Holding Nieruchomości – polskie przedsiębiorstwo z branży nieruchomości, z siedzibą w Warszawie. Jako spółka o strukturze holdingowej kontroluje kilkadziesiąt spółek zależnych. Od lutego 2013 PHN jest notowany na warszawskiej Giełdzie Papierów Wartościowych.

## Historia
Polski Holding Nieruchomości S.A. powstał 25 marca 2011 roku w wyniku konsolidacji spółek należących do Skarbu Państwa i prowadzących działalność w sektorze nieruchomości lub posiadających w swoim portfelu istotne aktywa nieruchomościowe. Od grudnia 2011 roku częścią Grupy PHN jest spółka Dalmor S.A. z Gdyni, a od 2019 roku Przedsiębiorstwo Budownictwa Przemysłowego Chemobudowa-Kraków S.A. oraz Centrum Biurowe Plac Grunwaldzki S.A. w Katowicach.

## Działalność

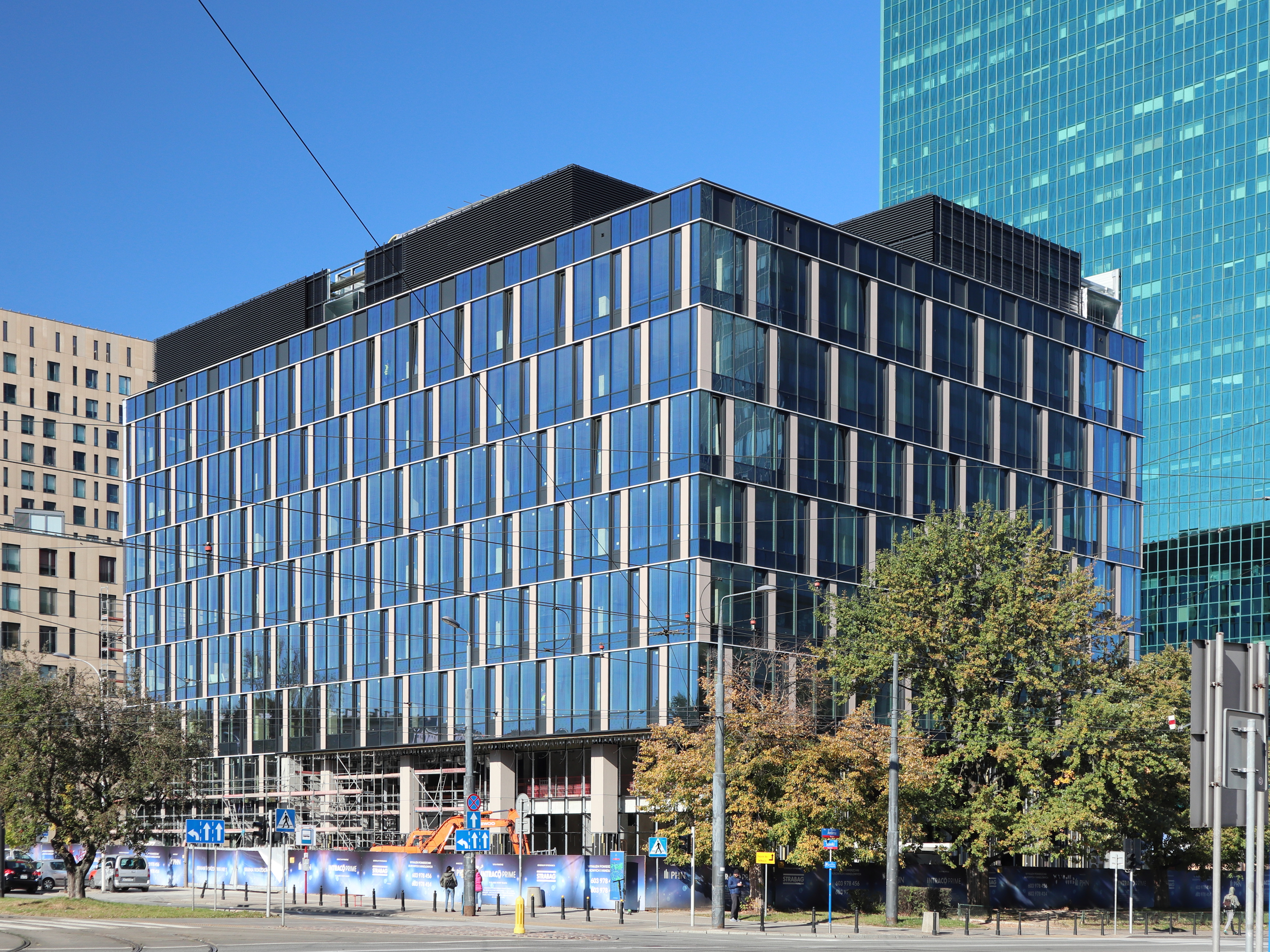
Intraco Prime (2021)

Grupa PHN zajmuje się działalnością deweloperską i inwestorską, a także wynajmem, obrotem oraz zarządzaniem posiadanymi nieruchomościami. Spółka świadczy również usługi doradcze na rzecz podmiotów zewnętrznych. Działalność PHN skoncentrowana jest w Warszawie oraz największych miastach regionalnych, w tym w Poznaniu, Trójmieście, Łodzi i Wrocławiu. Spółka realizuje projekty deweloperskie w sektorze biurowym, handlowym, logistycznym, mieszkaniowym oraz hotelowym.
Największe zrealizowane inwestycje

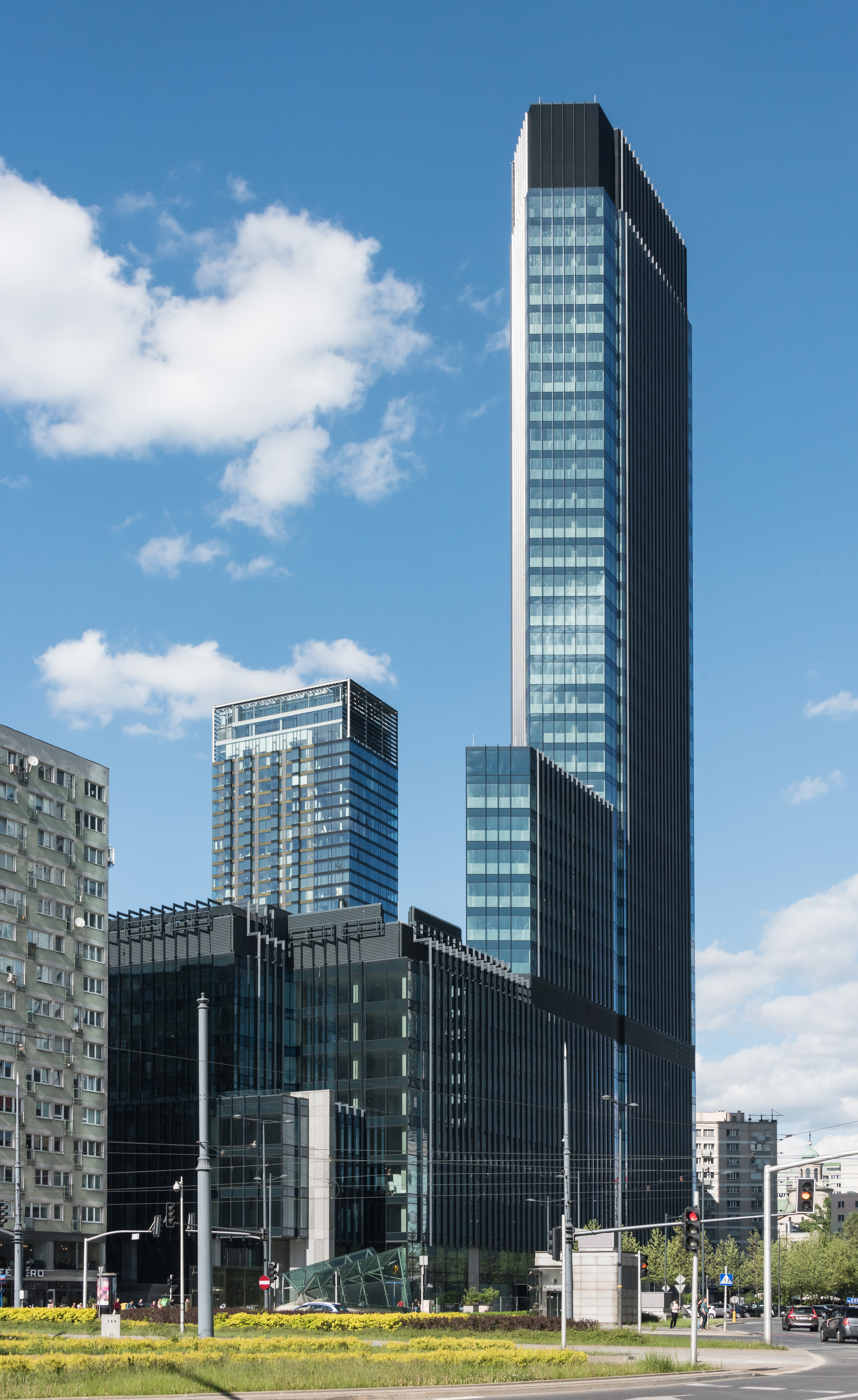
Skysawa (2022)

- Budowa Foksal City w Warszawie (2014)
- Nabycie biurowca Andersia Business Centre w Poznaniu (2015)
- Budowa centrum biurowego Domaniewska Office Hub w Warszawie (2015)
- Nabycie budynku Alchemia II w Gdańsku (2016)
- Budowa obiektu handlowego na Białołęce w Warszawie (2019)
- Budowa przystani jachtowej Marina Yacht Park w Gdyni (2019)
- Nabycie kompleksu biurowego Wilanów Office Park w Warszawie (2019)
- Budowa parku logistycznego Hillwood & PHN Pruszków (2019)
- Budowa parku logistycznego w Świebodzinie (2019)
- Intraco Prime (2021)
- Skysawa (2022)

## Grupa kapitałowa i akcjonariat
Polski Holding Nieruchomości S.A. jest spółką holdingową zarządzającą podmiotami przez nią kontrolowanymi. Grupa prowadzi działalność operacyjną poprzez spółki celowe, w tym majątkowe i serwisowe, które m.in. realizują projekty deweloperskie mieszkaniowe oraz komercyjne. Największym akcjonariuszem PHN jest Skarb Państwa, którego udział w kapitale akcyjnym wynosi 72,17 procent (2020 r.). Akcje posiadają ponadto inwestorzy indywidualni i instytucjonalni, w tym m.in. fundusze emerytalne Aviva Santander OFE 9,1 procent i Nationale-Nederlanden OFE 5,64 procent.

## Prezesi
- Wojciech Papierak (2011–2013)
- Artur Lebiedziński (2013–2015)
- Maciej Jankiewicz (2016–2018)
- Izabela Felczak-Poturnicka (2018, p.o.)
- Marcin Mazurek (2018–2024)[9]
- Artur Lebiedziński (w 2024, p.o.)[10]
- Wiesław Malicki (od 2024)

## Wyróżnienia i nagrody
- Wyróżnienie inwestycji Domaniewska Office Hub certyfikatem BREEAM na poziomie Excellent (2015)
- Biurowiec Alchemia II w Gdańsku zostaje najlepszym biurowcem roku w Polsce w szóstej edycji konkursu Eurobuild Awards (2015)
- PHN na 1. miejscu rankingu „Gazety Finansowej” – Turbiny Polskiej Gospodarki (2016)
- Budynek Alchemia II otrzymał certyfikat Leed Platinum (2016)
- Polski Holding Nieruchomości laureatem III edycji rankingu „Transparentna Spółka Roku 2018”
- Marina Yacht Park wyróżniona w konkursie na najlepszą gdyńską inwestycję roku „Czas Gdyni” (2020)
- Projekt SKYSAWA nominowany do nagrody BREEAM Awards 2020 w kategorii „Commercial Projects – Design Stage Award” (2020)